# گلاسگو ۵۸۰۵
سیارک ۵۸۰۵ (به انگلیسی: 5805 Glasgow، نامگذاری:1985YH) پنج هزار و هشتصد و پنجمین سیارک کشف شده‌است که در ۱۸ دسامبر ۱۹۸۵ کشف شد.
قدر مطلق سیارک برابر ۱۲٫۴۰ است.